# 伊沃·卡洛維奇
伊沃·卡洛維奇（Ivo Karlović，1979年2月28日—），是一位克羅埃西亞職業網球運動員，於2000年轉為職業選手。
他是迄今為止，參加ATP巡迴賽球員中身高最高的一名。他的歷史最高排名第14位，獲得8項賽事冠軍。
卡洛維奇以重炮發球聞名，輔以他的正拍搭配發球上網。原保有單場78記ACE球的紀錄，後被2010年溫布頓網球錦標賽第一輪賽事裡，由約翰·伊斯內爾及尼古拉·馬俞在這場「超級Long Game」賽事中，由約翰·伊斯內爾的112個ACE球、尼古拉·馬俞103個ACE球雙雙打破紀錄。

## 外部連結
- 官方网站
- 伊沃·卡洛維奇（英文/西班牙文）的官方資料
- 伊沃·卡洛維奇的國際網球總會 職業／青少年 官方資料（英文）
- 伊沃·卡洛維奇的官方資料（英文）